# Sekundärproduktion
Sekundärproduktion är den produkt som är resultatet av så kallad primärkonsumtion av heterotrofer, till skillnad mot autotrofers produktion som kallas primärproduktion. Ett exempel är mjölk från kor som äter gräs. Kon kallas i detta fall primärkonsument. Andra exempel är egen kroppsmassetillväxt och avkomma.